# Tarek Youzbachi
Tarek Youzbachi (* 16. Februar 1971 in Hannover) ist ein deutscher Journalist und Fernsehmoderator.

## Leben
Tarek Youzbachi, dessen Vater aus Syrien stammt, machte 1990 sein Abitur und absolvierte danach seinen Zivildienst. Von 1992 bis 1996 studierte er an der Hochschule für Musik und Theater Hamburg. 
Seit 1998 ist er als Nachrichtensprecher beim NDR-Hörfunk in Hamburg tätig. Er ging 2000 nach Köln und arbeitete dort als Redakteur bei einer Produktionsfirma. 
Seit 2003 arbeitet er wieder beim NDR als Hörfunk-Nachrichtensprecher. Seit 2004 ist Tarek Youzbachi außerdem Sprecher der Nachrichtensendung Tagesschau in der ARD. Ab 2022 tritt er bei den ARD-Nachrichten nicht mehr in Erscheinung. Im Hörfunk liest Youzbachi die (halbstündlichen) Nachrichten im News-Programm von NDR Info und in der Kulturwelle NDR Kultur. Des Weiteren spricht er beim Norddeutschen Rundfunk verschiedene Hörfunkproduktionen (u. a. auch Beiträge der Sendereihe Streitkräfte und Strategien) und arbeitet als Filmbeschreiber für Fernsehserien wie Der Tatortreiniger, wofür er gemeinsam mit seinen Kollegen mit dem Deutschen Hörfilmpreis 2016 ausgezeichnet wurde.